# Zajączkowo (powiat tczewski)
Zajączkowo (kaszb. Zajãczkòwò; niem. Liebenhoff) – wieś kociewska w Polsce położona w województwie pomorskim, w powiecie tczewskim, w gminie Tczew.
W latach 1975–1998 miejscowość należała administracyjnie do województwa gdańskiego.

## Zabytki
Według rejestru zabytków NID na listę zabytków wpisany jest zespół dworski, nr rej.: A-1620 z 17.02.1997: dwór z XIX w. i park.